# 朱京 (1935年)
朱京（1935年11月—2020年8月23日），男，天津人，中华人民共和国军事人物，曾任西安政治学院政治委员，南京政治学院院长，第八届全国人大代表。